# ЭТН-171
ЭТН-171 — экскаватор-дреноукладчик, разработанный во второй половине 1950-х годов на Таллинском экскаваторном заводе взамен морально устаревшей модели ЭТ-142. В отличие от ЭТ-142 и его предшественника ЭТ-141, изготавливавшихся на базе гусеничного трактора ДТ-54, новый дреноукладчик целиком (включая ходовую часть) был разработан на таллинском заводе. ЭТН-171 был более чем на две тонны легче своего предшественника, проще в изготовлении, надёжнее и производительнее в работе. Основной задачей экскаватора ЭТН-171 было создание траншей под укладку керамических дренажных труб для нужд мелиорации в зонах осушения. Сокращение ЭТН означает Экскаватор Траншейный Навесной, в индексе 171 первые две цифры указывают глубину отрываемой траншеи в дециметрах (то есть 1,7 метра), последняя — номер модели. Встречающееся в некоторых источниках обозначение ЭТЦ-171 является неточным.

## История
В начале 1950-х годов киевский завод «Красный экскаватор» начал выпуск дренажного экскаватора ЭТ-141, предназначавшегося для прокладки траншей с заданным уклоном под керамические дренажные трубы. Экскаватор производился на базе трактора ДТ-54. В середине 1950-х годов в кооперации с недавно основанным Таллинским экскаваторным заводом создаётся усовершенствованная модель ЭТН-142 на базе того же трактора, её производство передаётся на таллинское предприятие. Производство ЭТ-142 в Таллине продолжалось до 1960 года. ЭТН-142 имел ряд недостатков: машина была сложна в производстве (раму базового трактора приходилось разрезать пополам и удлинять, навешивая на неё агрегаты экскаватора), велика по массе и не отличалась высокой производительностью, так как её возможности ограничивались конструкцией базовой машины. Уклон отрываемой траншеи приходилось поддерживать вручную: экскаваторщик должен был поднимать или опускать рабочий орган по сигналам лампочек в кабине. Большая масса машины увеличивала давление на грунт, что ухудшало проходимость машины и снижало возможности её применения. Эти недостатки можно было исправить, только создав новую машину. Возник план сконструировать траншейный экскаватор на оригинальном шасси, который можно было бы производить целиком (кроме двигателя) силами завода и который наилучшим образом соответствовал бы местным условиям.
ЭТН-171 стал первой машиной, полностью разработанной на Таллинском экскаваторном заводе. Инженерно-конструкторский коллектив завода был достаточно молод. Машину проектировали студенты 4—5 курсов факультета механики Таллинского политехнического института (ТПИ) под руководством декана Э. Соонвальда (эст. E. Soonvald), назначенного исполняющим обязанности главного конструктора заводского Специального конструкторского бюро. Для многих студентов этот проект стал дипломной работой (и в будущем инженерно-технические кадры завода во многом пополнялись за счёт факультета механики ТПИ). Проектирование экскаватора началось в 1957 году, эскизный проект был готов в начале 1958 года. Испытательный экземпляр ЭТН-171 был изготовлен в 1958 году, серийное производство началось в 1960 году. Из-за недостатка опыта у разработчиков автоматическая система, отслеживавшая уклон траншеи, поначалу была организована на базе 110-вольтного электрооборудования. Через два года 110-вольтная система была заменена 12-вольтной.
Представляя собой значительный шаг вперёд по сравнению с предшественником ЭТН-142, экскаватор ЭТН-171 сохранил ряд присущих ему недостатков. В частности, рабочие скорости на нём также выбирались с помощью механической коробки передач (ступенчатый набор из 8 фиксированных скоростей). Это не позволяло плавно регулировать рабочую скорость, подбирая оптимальный для копания в конкретных условиях темп перемещения. Сброс извлечённого грунта в отвал по-прежнему могло производиться только в одну сторону от машины. Эти недостатки были устранены в пришедшей ему на смену модели ЭТЦ-202, где была внедрена бесступенчатая регулировка рабочей скорости с помощью гидравлического ходоуменьшителя, односторонний транспортёр был заменён двусторонним.
Экскаватор серийно выпускался с 1960 по 1967 год, всего было изготовлено 3664 машины. Его сменила созданная на базе ЭТН-171 модель ЭТЦ-202, которая, с двумя модернизациями, оставалась основной продукцией предприятия до 1989 года. Все экскаваторы-дреноукладчики на оригинальном шасси, выпускавшиеся предприятием после ЭТН-171, наследовали принятые в нём основные решения и множество его узлов.

## Основные характеристики
Основной задачей экскаватора ЭТН-171 являлось создание траншей прямоугольного сечения (шириной 0,5 метров и глубиной до 1,85 метров) под укладку керамических дренажных труб для нужд мелиорации в зонах осушения. Рабочий орган машины представлял собой бесконечную ковшовую цепь и снабжался трубоукладчиком, с помощью которых производилась укладка труб в отрытую траншею. В таблице приведены основные технические характеристики машины. Для сравнения рядом даны характеристики модели-предшественника ЭТН-142.
| Модель                                          | ЭТН-142                               | ЭТН-171                              |
| ----------------------------------------------- | ------------------------------------- | ------------------------------------ |
| Глубина траншеи, м                              | 1,4 (от 0,7 до 1,9)                   | 1,85                                 |
| Ширина траншеи, м                               | 0,43                                  | 0,50                                 |
| Уклон дна траншеи                               | 0,03—0,003                            | 0,02—0,002                           |
| Марка двигателя                                 | Д-54                                  | Д-48Л                                |
| Мощность двигателя, л. с. (кВт)                 | 54 (40)                               | 48 (35)                              |
| Рабочая скорость, м/ч                           | 56—182                                | 50—210                               |
| Транспортная скорость, км/ч                     | 4,04—8,88                             | 1,03—4,43                            |
| Регулирование скорости (рабочей и транспортной) | механическое                          | механическое                         |
| Тип рабочего органа                             | ковшовая цепь                         | ковшовая цепь                        |
| Число ковшей                                    | 13                                    | 11                                   |
| Ёмкость ковша, л                                | 16                                    | 23                                   |
| Скорость рабочей цепи, м/с                      | 0,6—0,9                               | 0,71—1,14                            |
| Механизм подъёма рабочего органа                | механический                          | механический                         |
| Способ удаления грунта                          | ленточный конвейер, вправо от траншеи | ленточный конвейер, влево от траншеи |
| Транспортная длина, м                           | 11,010                                | 9,000                                |
| Транспортная ширина, м                          | 2,660                                 | 2,830                                |
| Транспортная высота, м                          | 3,200                                 | 3,100                                |
| Масса, кг                                       | 11 430                                | 9 230                                |
| Тип движителя                                   | гусеничный                            | гусеничный                           |
| Давление на грунт, кг/см² (кПа)                 | 0,33—0,42 (29,4—41,2)                 | 0,30 (29,4)                          |

Число допускаемых коробкой передач транспортных скоростей на ЭТН-171 было увеличено с 5 до 8, число рабочих уменьшено с 10 до 8.
Для снижения давления на грунт на машину устанавливались более широкие гусеничные ленты от трактора ДТ-55. Уклон дна траншеи, отрываемой экскаватором ЭТН-171, мог выдерживаться как в ручном режиме (по указаниям световой сигнализации в кабине аналогично ЭТН-142), так и с помощью автоматической системы. Автоматическая система поддержания уклона отслеживала с помощью закреплённого на рабочем органе датчика положение копирного троса, заранее натянутого вдоль будущей траншеи параллельно её дну. Датчик, скользя по тросу, вырабатывал управляющий сигнал на механизм изменения наклона рабочего органа. Позже такая же система использовалась на дреноукладчике ЭТЦ-202 — дальнейшей модернизации экскаватора ЭТН-171.

## Память об ЭТН-171
В Эстонском сельскохозяйственном музее находится экземпляр экскаватора-дреноукладчика ЭТН-171.